# Partido de los Socialistas de Aragón
El Partido de los Socialistas de Aragón, cuyas siglas son PSOE-Aragón, es la federación aragonesa del Partido Socialista Obrero Español (PSOE). También es conocido como PSOE de Aragón.
No pudo registrarse con las siglas «PSA», «PSA-PSOE» o «PSA (PSOE)» porque cuando se constituyó, según resolución judicial, esas siglas correspondían al Partido Socialista de Aragón, a pesar de haberse celebrado un Congreso de Unidad y de que ese partido ya no se presentaba a ninguna elección. En la actualidad está liderado por Pilar Alegría. Su organización juvenil autónoma son las Juventudes Socialistas de Aragón (JSA).

## Historia

### Precedentes históricos (1879-1978)
El PSOE fue fundado en España en el año 1879, pero hasta 1882 no tuvo militancia en Aragón. El 17 de febrero de 1891 se constituyó la Agrupación Socialista de Zaragoza, pionera en Aragón y presidida por Matías Pastor. En 1894 la agrupación obtuvo representación por primera vez en el IV Congreso del PSOE. En aquella época y décadas siguientes el PSOE en Aragón fue un partido marginal, pues fue durante el período de la II República cuando la militancia creció sustancialmente y obtuvo representación en las instituciones.
En 1933 se dio el primer precedente histórico en Aragón, convergiendo las diversas agrupaciones socialistas aragonesas en la Federación Aragonesa de Agrupaciones Socialistas (FAAS). Durante la insurrección militar de 1936, Aragón quedó dividida en dos zonas, en la zona occidental ocupada por el bando nacional hubo represión sobre las agrupaciones socialistas y fueron disueltas, mientras en la zona oriental la FAAS llegó a celebrar en 1937 un congreso en Barbastro (Huesca), pero el transcurso de la Guerra Civil acabó por extinguir toda actividad política. El crecimiento del PSOE en Aragón desde sus orígenes hasta el fin de la Guerra Civil siempre se vio frenado por el predominio del sindicato anarquista CNT entre las clases populares, lo que le dificultó consolidarse en el mundo obrero y campesino, relegándolo a un segundo plano. Durante el franquismo el PSOE existió precariamente en la clandestinidad representado por un número escaso de militantes.
A finales del franquismo la representación del PSOE en Aragón fue marginal y dependía de la federación socialista vasca debido a su escasa militancia. En 1976, después del fallecimiento del general Franco, Felipe González inauguró la sede de la única agrupación socialista de Aragón ubicada en Zaragoza. Durante aquella época tuvo como principal rival en su espacio político al Partido Socialista de Aragón (PSA). Los buenos resultados del PSOE en las elecciones generales de 1977 le situó como referente político de la izquierda española, lo que supuso un revulsivo. De los 14 escaños aragoneses el PSOE logró 5 y el PSA en coalición con el PSP solo 1. Los ocho restantes fueron 7 para la UCD y 1 para la CAIC.

### Federación Socialista Aragonesa
En mayo de 1978 se celebró el Congreso Constituyente de la Federación Socialista Aragonesa y se creó la federación aragonesa del PSOE, conocida también como los Socialistas de Aragón, con Rafael Zorraquino como Secretario General y Arsenio Jimeno como presidente. La convergencia a nivel nacional del PSOE, el PSP y muchos Partidos integrantes de la Federación de Partidos Socialistas llevó a un proceso de negociación con el Partido Socialista de Aragón, impulsado por el Secretario General de este partido, Santiago Marraco, que culminó en el Congreso de Unidad de los Socialistas de Aragón en julio de 1978. Pero una parte importante de los militantes del PSA, encabezados por el diputado Emilio Gastón, rechazaron e impugnaron la integración e iniciaron una disputa jurídica tras la cual se le impidió al PSOE utilizar la siglas de PSOE-PSA, por ser la siglas PSA propiedad del Partido Socialista de Aragón. Como consecuencia de esto en numerosas ocasiones el PSOE en Aragón ha utilizado la expresión Partido de los Socialistas de Aragón. 
En noviembre de 1979 en Huesca, durante el V Congreso de la organización del PSOE en Aragón, la Federación adoptó la denominación de Partido de los Socialistas de Aragón y eligió a Santiago Marraco como secretario general. También se aprobaron los estatutos y otras resoluciones políticas.
En 1979, el PSOE logró por primera vez la alcaldía de Zaragoza, cargo que ocupó Ramón Sainz de Varanda. A finales de la década de 1970 la afiliación alcanzó los dos mil militantes. En 1980, el PSOE de Aragón creó la entidad cultural Centro de Estudios Socialistas de Aragón. Participó activamente en la reivindicación de un Estatuto de Autonomía para Aragón, y desde las elecciones generales de 1979 hasta mitades de los años 1990 fue el partido más votado de Aragón y con mayor representación en las instituciones.

### Años 1990
Tras las primeras elecciones autonómicas (1983), el contar solo con la mitad de los diputados en las Cortes de Aragón no fue obstáculo para que se mantuviera a lo largo de toda la legislatura una mayoría estable de apoyo a un Gobierno homogéneo socialista, presidido por Santiago Marraco. Perdido el Gobierno aragonés en 1987, lo recuperó en septiembre de 1993, mediante el triunfo de una moción de censura que llevó a la Presidencia de la Diputación General de Aragón a José Marco (más tarde sustituido por Ramón Tejedor, como Presidente en funciones), hasta 1995. Desde 1979 a 1995 el PSOE dirigió el gobierno municipal de las principales ciudades aragonesas, señaladamente el de la ciudad de Zaragoza, donde González Triviño sucedió a Ramón Sainz de Varanda, tras la prematura muerte de este en 1986. Pero en las autonómicas y municipales de 1995, el PSOE dejó de ser el partido más votado y pasó a ocupar la segunda posición, con entre otras, la alcaldía de Zaragoza.
El PSOE aragonés había entrado en una profunda crisis orgánica motivada por la falta de liderazgo. Las conductas poco éticas de algunos de sus cargos institucionales degradaron la imagen del partido y afectaron gravemente a las instituciones. Con la intención de poner fin a esta etapa de desprestigio (personificada por el guerrista José Marco, fundamentalmente) los socialistas aragoneses concurrieron al congreso extraordinario de junio de 1996, con una organización profundamente dividida en disputa por el control de los órganos de poder. Optaron a la Secretaría Genera dos candidaturas: la del renovador Isidoro Esteban y la del guerrista Mariano Gómez Callao. Resultó elegido Isidoro Esteban, después de que fracasara el intento de integración.
Mientras, la Ejecutiva Federal intentaba acabar con los núcleos guerristas forzando la dimisión de Pascual Marco al frente del PSOE zaragozano, en abril de 1997.
La división interna del partido se hizo patente en el XXXIV Congreso federal, al que la delegación aragonesa acudió con dos portavoces: Isidoro Esteban (en representación de Huesca, Teruel y la minoría de Zaragoza) y Juan Alberto Belloch, por el sector mayoritario de Zaragoza. Los analistas coinciden en señalar este hecho como factor decisivo en la marginación del socialismo aragonés en el congreso, siendo la única federación renovadora que no obtuvo representación en la nueva ejecutiva.
El clima de hostilidad entre los sectores continuó en el XI Congreso Regional (diciembre de 1997), cuya ponencia contenía una fuerte dosis de autocrítica, al tiempo que apostaba por la transparencia y la democracia interna así como por la recuperación de la credibilidad. Tras el pacto entre Esteban y Belloch, este se postuló como presidente, frente a Marcelino Iglesias, que finalmente no presentó lista alternativa. La nueva ejecutiva (con Esteban y Belloch como secretario general y presidente, respectivamente) forzada por el secretario federal de Organización, Ciprià Ciscar, repartía los puestos al 50 % entre el sector agrupado en torno a Carlos Pérez y Carlos Tomás y los afines a Esteban y Belloch. Marcelino Iglesias quedaba fuera de la ejecutiva. Las principales novedades de este congreso fueron la implantación de las primarias para las elecciones de los candidatos a la DGA, y a los principales ayuntamientos, junto con el endurecimiento del régimen de incompatibilidades.
En las primarias de junio de 1998, Marcelino Iglesias resultó elegido como candidato a la DGA frente a Isidoro Esteban y Carlos Pérez resultó derrotado por Belloch para encabezar la lista al Ayuntamiento de Zaragoza. Celebradas las elecciones en junio del 99, Iglesias se convierte en el nuevo presidente autonómico tras el pacto con el PAR; pero Belloch no logró derrotar a Luisa Fernanda Rudi en el Ayuntamiento. Tras el desastre de las elecciones generales de marzo de 2000 y la consiguiente dimisión de Joaquín Almunia, Isidoro Esteban presentó la renuncia a la secretaría general del PSOE aragonés y la Comisión Ejecutiva continuó en funciones, presidida por el vicesecretario Víctor Morlán, hasta la celebración del XII Congreso Regional a finales del año 2000, en que ya fue elegido secretario general Marcelino Iglesias.
Iglesias fue el líder del PSOE-Aragón hasta 2012, cuando le sucedió Javier Lambán. Entre 2010 y 2012 ocupó simultáneamente el cargo de Secretario de Organización federal del PSOE sustituyendo a Leire Pajín.

## Líderes del PSOE-Aragón
|    | Secretario general       | Periodo         |
| -- | ------------------------ | --------------- |
| 1. | Rafael Zorraquino        | 1978-1979       |
| 2. | Santiago Marraco         | 1979-1988       |
| 3  | José Féliz Sáenz Lorenzo | 1988-1992       |
| 4. | José Marco               | 1992-1995       |
| -  | Comisión Gestora         | 1995-1996       |
| 5. | Isidoro Esteban          | 1996-2000       |
| -  | Comisión Gestora         | 2000            |
| 6. | Marcelino Iglesias       | 2000-2012       |
| 7. | Javier Lambán            | 2012-2025       |
| 8. | Pilar Alegría            | 2025-actualidad |

## Resultados electorales
En negrita figura los resultados tanto de las circunscripciones electorales como del total de Aragón en que ha resultado ser la opción más votada.

### Elecciones generales
| Fecha             | Votos provincia Huesca | %     | Dipu- tados | Votos provincia Teruel | %     | Dipu- tados | Votos provincia Zaragoza | %     | Dipu- tados | Votos total Aragón | %     | Dipu- tados |
| ----------------- | ---------------------- | ----- | ----------- | ---------------------- | ----- | ----------- | ------------------------ | ----- | ----------- | ------------------ | ----- | ----------- |
| 1977              | 33.693                 | 27,50 | 01          | 16.423                 | 17,61 | 01          | 111.293                  | 25,51 | 03          | 161.409            | 24,75 | 05          |
| 1979              | 40.885                 | 34,71 | 01          | 22.886                 | 27,13 | 01          | 113.600                  | 26,75 | 03          | 177.371            | 28,30 | 05          |
| 1982              | 63.103                 | 48,36 | 02          | 38.834                 | 40,97 | 02          | 255.402                  | 51,29 | 05          | 357.339            | 49,41 | 09          |
| 1986              | 53.764                 | 44,52 | 02          | 35.785                 | 41,08 | 02          | 198.260                  | 43,59 | 04          | 287.809            | 43,43 | 08          |
| 1989              | 47.491                 | 40,45 | 02          | 33.744                 | 40,08 | 02          | 174.107                  | 38,03 | 03          | 255.342            | 38,72 | 07          |
| 1993              | 50.720                 | 38,05 | 02          | 36.327                 | 40,33 | 02          | 174.061                  | 32,40 | 03          | 261.108            | 34,33 | 07          |
| 1996              | 55.766                 | 41,08 | 01          | 37.856                 | 41,22 | 01          | 174.567                  | 31,94 | 03          | 268.189            | 34,64 | 05          |
| 2000              | 46.490                 | 37,06 | 01          | 28.488                 | 33,81 | 01          | 149.672                  | 29,17 | 02          | 224.650            | 31,08 | 04          |
| 2004              | 61.500                 | 45,66 | 02          | 36.152                 | 40,83 | 02          | 224.776                  | 40,26 | 03          | 322.428            | 41,28 | 07          |
| 2008              | 62.954                 | 47,60 | 02          | 38.617                 | 44,50 | 02          | 254.479                  | 46,40 | 04          | 356.050            | 46,39 | 08          |
| 2011              | 40.423                 | 33,69 | 01          | 25.203                 | 32,67 | 01          | 157.616                  | 30,75 | 02          | 223.242            | 31,47 | 04          |
| 2015              | 30.183                 | 24,71 | 01          | 19.938                 | 25,66 | 01          | 118.936                  | 22,28 | 02          | 169.057            | 23,05 | 04          |
| 2016              | 29.915                 | 25,59 | 01          | 19.724                 | 26,33 | 01          | 125.321                  | 24,42 | 02          | 174.960            | 24,82 | 04          |
| Abril de 2019     | 41.354                 | 33    | 01          | 25.629                 | 32,82 | 01          | 173.557                  | 31,3  | 03          | 240.540            | 31,74 | 05          |
| Noviembre de 2019 | 38.101                 | 33,54 | 02          | 18.934                 | 25,54 | 01          | 158.326                  | 30,85 | 03          | 215.361            | 30,72 | 06          |
| 2023              | 39.899                 | 33,54 | 1           | 22.048                 | 29,21 | 1           | 158.517                  | 30,79 | 2           | 220.464            | 31,08 | 4           |

### Elecciones autonómicas
| Fecha | Votos provincia Huesca | %     | Dipu- tados | Votos provincia Teruel | %     | Dipu- tados | Votos provincia Zaragoza | %     | Dipu- tados | Votos total Aragón | %     | Dipu- tados | Candidato          | Posición                                     |
| ----- | ---------------------- | ----- | ----------- | ---------------------- | ----- | ----------- | ------------------------ | ----- | ----------- | ------------------ | ----- | ----------- | ------------------ | -------------------------------------------- |
| 1983  | 56.805                 | 49,18 | 10          | 30.923                 | 38,65 | 7           | 195.210                  | 47,84 | 16          | 282.938            | 46,88 | 33          | Santiago Marraco   | Gobierno en minoría                          |
| 1987  | 41.849                 | 36,03 | 7           | 30.408                 | 35,76 | 7           | 155.620                  | 35,33 | 13          | 227.877            | 35,67 | 27          | Santiago Marraco   | Oposición                                    |
| 1991  | 45.536                 | 39,39 | 8           | 31.463                 | 37,87 | 7           | 169.618                  | 41,02 | 15          | 246.617            | 40,28 | 30          | José Marco Berges  | Oposición (1991-1993)                        |
| 1991  | 45.536                 | 39,39 | 8           | 31.463                 | 37,87 | 7           | 169.618                  | 41,02 | 15          | 246.617            | 40,28 | 30          | José Marco Berges  | Gobierno en minoría (1993-1995)              |
| 1995  | 39.539                 | 31,56 | 6           | 27.215                 | 31,49 | 5           | 112.577                  | 23,06 | 8           | 179.331            | 25,62 | 19          | Marcelino Iglesias | Oposición                                    |
| 1999  | 40.349                 | 34,02 | 7           | 25.968                 | 31,45 | 5           | 133.303                  | 29,68 | 11          | 199.620            | 30,70 | 23          | Marcelino Iglesias | Gobierno de coalición con PAR                |
| 2003  | 53.486                 | 42,41 | 8           | 29.895                 | 34,76 | 5           | 187.087                  | 37,36 | 14          | 270.468            | 37,94 | 27          | Marcelino Iglesias | Gobierno de coalición con PAR                |
| 2007  | 53.530                 | 44,22 | 9           | 29.701                 | 35,72 | 6           | 190.426                  | 41,14 | 15          | 273.657            | 41,03 | 30          | Marcelino Iglesias | Gobierno de coalición con PAR                |
| 2011  | 40.078                 | 35,67 | 7           | 21.836                 | 33,07 | 4           | 134.607                  | 28,09 | 11          | 196.521            | 28,92 | 22          | Eva Almunia        | Oposición                                    |
| 2015  | 29.366                 | 26,63 | 6           | 16.414                 | 21,95 | 4           | 95.748                   | 20,12 | 8           | 141.528            | 21,41 | 18          | Javier Lambán      | Gobierno de coalición con CHA                |
| 2019  | 38.185                 | 33,69 | 7           | 23.327                 | 31,46 | 6           | 144.888                  | 30,06 | 11          | 206.400            | 30,83 | 24          | Javier Lambán      | Gobierno de coalición con PAR, Podemos y CHA |
| 2023  | 33.792                 | 30,13 | 7           | 16.860                 | 22,77 | 4           | 147.267                  | 30,45 | 12          | 197.919            | 29,55 | 23          | Javier Lambán      | Oposición                                    |

### Elecciones municipales
| Fecha | Votos provincia Huesca | %     | Conce- jales | Votos provincia Teruel | %     | Conce- jales | Votos provincia Zaragoza | %     | Conce- jales | Votos total Aragón | %     | Conce- jales |
| ----- | ---------------------- | ----- | ------------ | ---------------------- | ----- | ------------ | ------------------------ | ----- | ------------ | ------------------ | ----- | ------------ |
| 1979  |                        |       |              |                        |       |              |                          |       |              |                    |       |              |
| 1983  |                        |       |              |                        |       |              |                          |       |              |                    |       |              |
| 1987  | 45.064                 | 39,46 | 626          | 30.978                 | 38,31 | 515          | 179.943                  | 40,83 | 792          | 255.985            | 40,26 | 1.933        |
| 1991  | 47.498                 | 41,03 | 639          | 32.608                 | 39,45 | 516          | 183.363                  | 44,28 | 932          | 263.469            | 43,02 | 2.087        |
| 1995  | 43.532                 | 34,67 | 569          | 27.980                 | 32,38 | 359          | 121.720                  | 24,89 | 710          | 193.232            | 27,57 | 1.638        |
| 1999  | 44.159                 | 36,82 | 504          | 25.275                 | 30,34 | 315          | 146.472                  | 32,43 | 658          | 215.906            | 32,97 | 1.477        |
| 2003  | 54.482                 | 42,91 | 578          | 29.300                 | 33,82 | 375          | 179.234                  | 35,83 | 773          | 263.016            | 36,84 | 1.726        |
| 2007  | 51.820                 | 42,32 | 631          | 28.830                 | 34,19 | 405          | 179.993                  | 38,59 | 787          | 260.643            | 38,72 | 1.823        |
| 2011  | 44.528                 | 36,69 | 578          | 24.309                 | 29,89 | 395          | 145.028                  | 30,12 | 746          | 213.865            | 31,26 | 1.719        |
| 2015  | 40.770                 | 35,42 | 616          | 21.396                 | 28,41 | 358          | 115.048                  | 24,03 | 733          | 177.214            | 26,48 | 1.707        |
| 2019  | 44.269                 | 39,05 | 659          | 24.720                 | 33,05 | 387          | 150.733                  | 31,16 | 762          | 220.039            | 32,71 | 1.808        |
| 2023  | 39.143                 | 34,60 | 602          | 19.986                 | 26,81 | 327          | 141.128                  | 29,14 | 704          | 200.257            | 29,80 | 1.633        |

### Elecciones al Parlamento europeo
| Fecha | Votos provincia Huesca | %     | Votos provincia Teruel | %     | Votos provincia Zaragoza | %     | Votos total Aragón | %     |
| ----- | ---------------------- | ----- | ---------------------- | ----- | ------------------------ | ----- | ------------------ | ----- |
| 1987  | 44.245                 | 38,08 | 30,473                 | 36,00 | 170.546                  | 38,95 | 245.264            | 38,40 |
| 1989  | 39.282                 | 44,84 | 28.138                 | 43,81 | 141.938                  | 40,44 | 209.358            | 41,64 |
| 1994  | 34.608                 | 34,41 | 24.616                 | 35,01 | 105.508                  | 26,19 | 164.732            | 28,71 |
| 1999  | 43.769                 | 36,80 | 27.859                 | 33,78 | 147.082                  | 32,83 | 218.710            | 33,68 |
| 2004  | 40.381                 | 47,19 | 25.846                 | 43,67 | 154.492                  | 45,88 | 220.719            | 45,84 |
| 2009  | 36.445                 | 44,71 | 23.647                 | 43,39 | 146.621                  | 43,87 | 206.713            | 43,96 |
| 2014  | 20.408                 | 26,77 | 12.980                 | 27,15 | 78.588                   | 23,37 | 111.976            | 24,33 |
| 2019  | 42.250                 | 38,29 | 26.763                 | 37,13 | 170.345                  | 35,55 | 239.358            | 36,18 |